# Manuel Monteiro de Castro
Manuel Monteiro de Castro (Santa Eufémia de Prazins, 29 maart 1938) is een Portugees geestelijke en een kardinaal van de Rooms-Katholieke Kerk.
Monteiro de Castro was sinds zijn priesterwijding op 9 juli 1961 werkzaam in zijn thuisbisdom, het aartsbisdom Braga. In 1985 begon zijn diplomatieke loopbaan als (pro-)nuntius, waarbij hij tevens benoemd werd tot titulair aartsbisschop van Beneventum. Zijn bisschopswijding vond plaats op 23 maart 1985. Hij was achtereenvolgens werkzaam in de Bahama's, Barbados, Belize, Dominica, Grenada, Jamaica, Saint Lucia, Trinidad en Tobago (1985), Antigua en Barbuda (1987), El Salvador (1990), Honduras (1991), Zuid-Afrika, Namibië, Swaziland, Lesotho (1998), Spanje en Andorra (2000).
In 2009 werd Monteiro de Castro secretaris van de Congregatie voor de Bisschoppen; hij werd ook secretaris van het College van Kardinalen. Op 5 januari 2012 werd hij benoemd tot grootpenitentiarius van de Apostolische Penitentiarie, een van de drie kerkelijke rechtbanken van de Romeinse Curie.
Monteiro de Castro werd tijden het consistorie van 18 februari 2012 kardinaal gecreëerd. Hij kreeg de rang van kardinaal-diaken. Zijn titeldiakonie werd de San Domenico di Guzman. Hij nam deel aan het conclaaf van 2013, dat leidde tot de verkiezing van paus Franciscus.
Monteiro de Castro ging op 21 september 2013 met emeritaat.
Op 29 maart 2018 verloor Monteiro de Castro - in verband met het bereiken van de 80-jarige leeftijd - het recht om deel te nemen aan een toekomstig conclaaf.
Op 4 maart 2022 werd Monteiro de Castro bevorderd tot kardinaal-priester. Zijn titeldiakonie werd tevens zijn titelkerk pro hac vice.
- Biblioteca Nacional de España: XX1531506
- Gemeinsame Normdatei: 1027818927
- International Standard Name Identifier: 0000 0004 4885 1859
- Nationale Bibliotheek van Polen: a0000003175229
- Virtual International Authority File: 270534159